# Inzersdorf Stadt
Inzersdorf Stadt ist eine der 89 Wiener Katastralgemeinden, in die das österreichische Grundbuch als Verzeichnis der Grundstückseigentümer gegliedert ist. Sie nimmt einen beträchtlichen Teil des 10. Wiener Gemeindebezirks Favoriten ein und umfasst auch kleine Teile des 12. und des 23. Gemeindebezirks von Wien. Der Name Inzersdorf Stadt verweist auf die historische Zugehörigkeit des Gebiets zur früher selbständigen Gemeinde Inzersdorf und ist als topografische Bezeichnung für einen Bezirksteil Favoritens wenig in Verwendung.

## Geographie

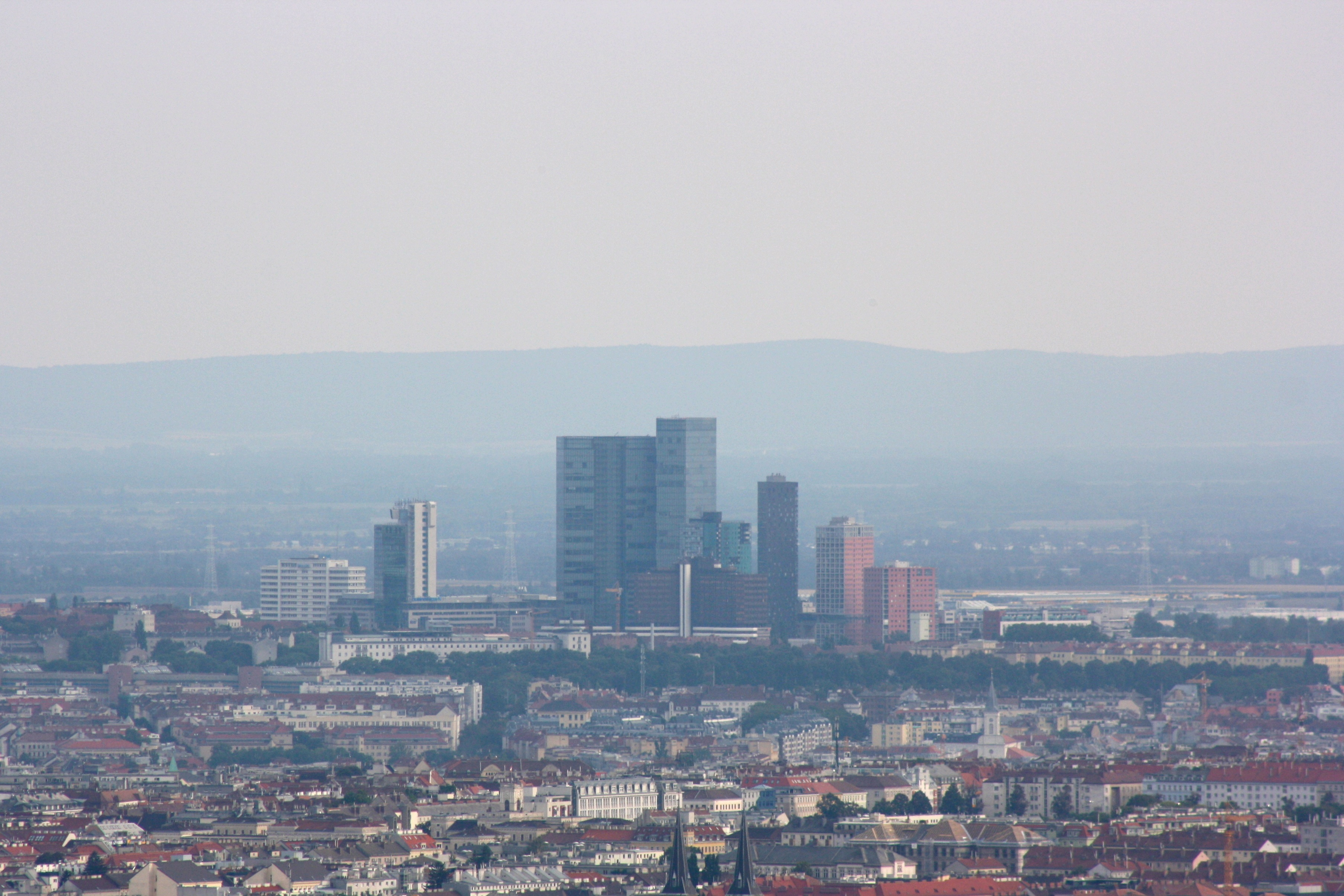
Blick vom Neuberg auf den Wienerberg

Inzersdorf Stadt grenzt im Norden an den Bezirksteil Favoriten, im Osten an den Bezirksteil Oberlaa, im Süden an den 23. Wiener Gemeindebezirk Liesing und im Westen an den 12. Gemeindebezirk Meidling. Die Katastralgemeinde erstreckt sich über eine Fläche von 804,61 ha, wovon 13,58 ha im Gebiet des Gemeindebezirks Meidling und 5 ha im Gebiet des Gemeindebezirks Liesing liegen. Zu ihr gehört das gesamte Bezirksgebiet südwestlich der Wienerbergtangente und der Favoritenstraße. Im Norden reicht die Katastralgemeinde bis an die Quellenstraße, hier verläuft die Grenze zur Katastralgemeinde Favoriten teilweise mitten durch Häuserblocks. Zwischen Ettenreichgasse und Neilreichgasse wird die Grenze von der Inzersdorfer Straße gebildet.
Im Zentrum von Inzersdorf Stadt liegt auf einem Gebiet von 117 ha das Erholungsgebiet Wienerberg. Im Osten der Katastralgemeinde befinden sich die Siedlung Wienerfeld und auf der anderen Seite der Südosttangente die Per-Albin-Hansson-Siedlung Nord und West. Die Per-Albin-Hansson-Siedlung Ost liegt bereits in Oberlaa. In Inzersdorf Stadt befindet sich auch der Business Park Vienna mit Hochhäusern wie dem 2001 fertiggestellten Vienna Twin Tower.

## Geschichte

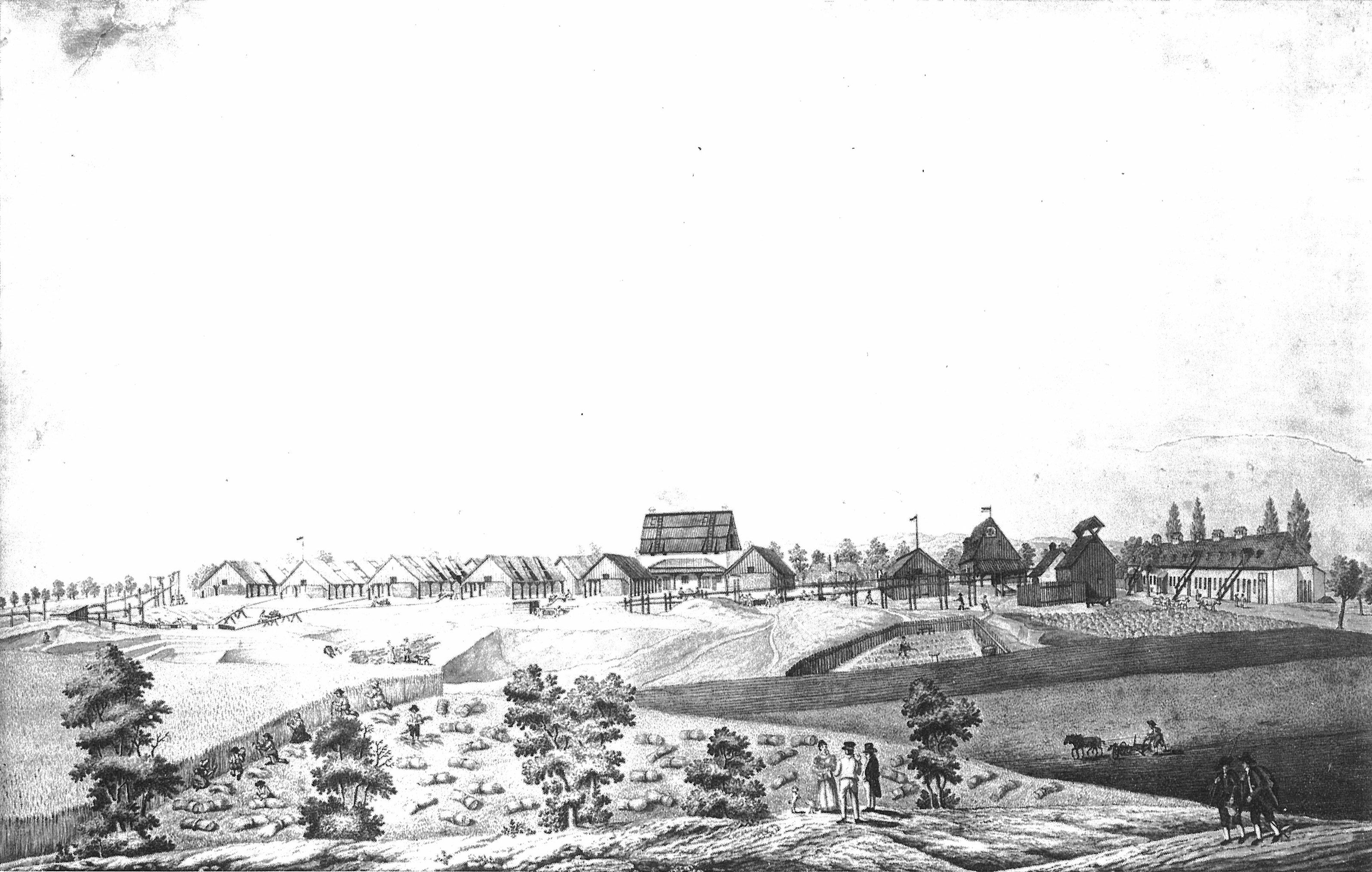
Ziegelei am Wienerberg um 1815

Inzersdorf Stadt war jahrhundertelang Bestandteil der selbständigen Gemeinde Inzersdorf in Niederösterreich und trug keinen speziellen Namen. Zwar wurde bereits 1874, bei der Gründung des 10. Bezirks, ein kleiner Teil von Inzersdorf rund um die heutige Antonskirche in Wien eingemeindet; die Geschichte von Inzersdorf Stadt als eigener Katastralgemeinde beginnt jedoch erst 1892, im Jahr der Eingemeindung der Wiener Vororte und der Erweiterung Favoritens nach Süden bis zur Donauländebahn. In diesem Jahr wurde das Gebiet von Inzersdorf abgetrennt und dem Wiener Gemeindebezirk Favoriten zugeschlagen. Der Namensteil Stadt verweist auf die Zugehörigkeit zu Wien, nicht auf die (damals noch nicht vorhandene) städtische Struktur des Areals.
Inzersdorf verlor damit nicht nur rund die Hälfte seiner Einwohner und Fläche, sondern auch das von Alois Miesbach gegründete, wirtschaftlich bedeutende Ziegelimperium Wienerberger. Die Konzernzentrale von Wienerberger befindet sich bis heute in Inzersdorf Stadt. In langen Prozessen versuchte Inzersdorf, von der Stadt Wien Schadenersatz zu erhalten, was erst 1932 durch die Abtretung von Neusteinhof an Inzersdorf sein Ende fand. Der selbständig verbliebene Teil Inzersdorfs wurde 1938 in Groß-Wien eingemeindet, jedoch nicht dem 10. Bezirk zugeordnet. Unter Inzersdorf wird heute in der Öffentlichkeit nur der Teil des 23. Bezirks verstanden, in dem der heutige Ort Inzersdorf seit 1954 liegt.
Seit der Zeit der Ziegelböhmen spielt die Kultur der Tschechen in Wien eine besondere Rolle auf dem Areal der Katastralgemeinde Inzersdorf Stadt. Bis heute befindet sich hier ein Sokol-Haus.

## Bevölkerung
Die Katastralgemeinde Inzersdorf Stadt hat etwa 60.000 Einwohner (2001).

## Kultur und Sehenswürdigkeiten

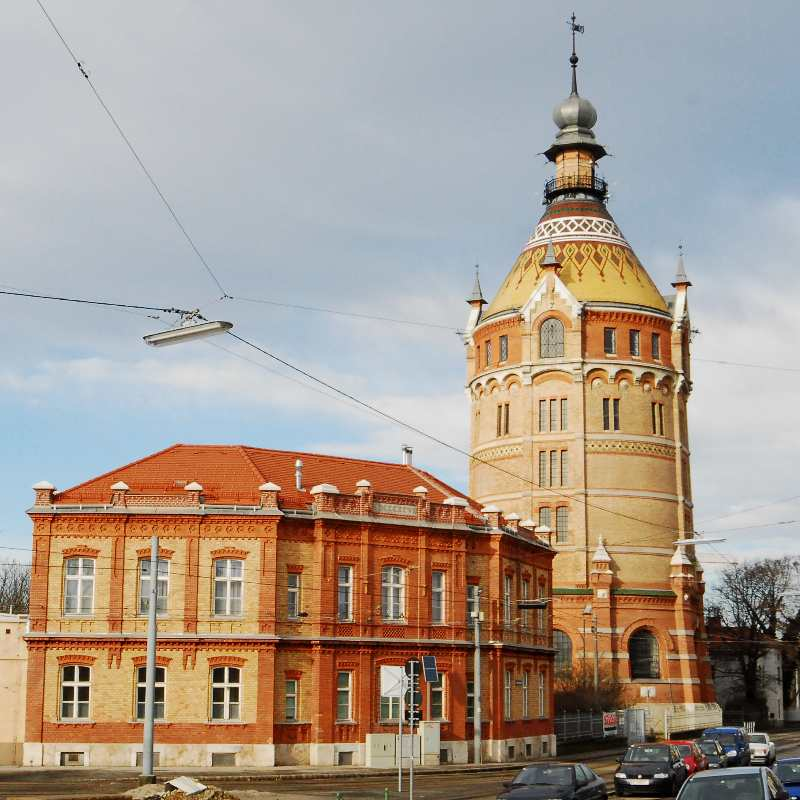
Wasserturm Favoriten

Auf dem Gebiet der Katastralgemeinde gibt es die von der Stadt Wien definierte bauliche Schutzzone Siedlung am Wasserturm, die nicht nur die namensgebende Siedlung umfasst, sondern auch den Gemeindebau Altdorferstraße 2 und die Kirche auf dem Stefan-Fadinger-Platz.
Der historische Wasserturm Favoriten wurde Ende des 19. Jahrhunderts errichtet. Auf dem Gebiet der Katastralgemeinde befinden sich außerdem mehrere denkmalgeschützte Kirchengebäude: die Pfarrkirche Königin des Friedens, die Pfarrkirche Maria vom Berge Karmel, die Pfarrkirche Salvator am Wienerfeld, die Salvatorianerkirche zu den heiligen Aposteln sowie die evangelische Thomaskirche. Viele  Gemeindebauten des Roten Wien in der Katastralgemeinde stehen unter Denkmalschutz, darunter der Jean-Jaurès-Hof, der Maria-und-Rudolf-Fischer-Hof, der Quarinhof und der Pernerstorferhof.
Das Wappen von Inzersdorf Stadt zeigt eine goldene Weintraube mit grünem Blatt auf rotem Hintergrund, die mit drei goldenen Ähren besteckt ist. Die Darstellung steht für den Acker- und Weinbau. Das Wappen ist Teil des Bezirkswappens von Favoriten.